# Alzenau
Alzenau är en stad i Landkreis Weißenburg-Gunzenhausen i Regierungsbezirk Unterfranken i förbundslandet Bayern i Tyskland.